# Чернышенко, Игорь Константинович
Игорь Константинович Чернышенко (родился 25 августа 1945 года) — российский политик, представитель от исполнительного органа государственной власти Мурманской области в Совете Федерации ФС РФ, член Комитета Совета Федерации по федеративному устройству, региональной политике, местному самоуправлению и делам Севера.

## Биография
Игорь Чернышенко родился 25 августа 1945 года в городе Кировабад, Азербайджанская ССР. После школы служил в армии. Затем до 1968 года получал высшее образование в Краснодарском политехническом институте, по специальности инженер-механик.
Трудовой путь начал в 1970 году лаборантом, затем инженером-конструктором Научно-исследовательского института токов. Прошел путь от мастера производственного обучения до заместителя директора Профессионального технического училища № 6 в городе Мурманск.
В 1972 году назначен на должность заведующего отделом Мурманского областного комитета ВЛКСМ, секретаря Октябрьского районного комитета КПСС. Позднее Чернышенко стал секретарем Мурманского областного Совета профсоюзов, впоследствии возглавил Совет.
Игорь Константинович в 1993 году победил на выборах депутатов Мурманской областной Думы, являлся вице-спикером. В следующем году избран на пост заместителя Председателя Думы. Переизбирался в 1997 году.
С 1998 по 2000 года занимал должность заместителя губернатора. Руководил Департаментом законодательных и общественных инициатив Администрации Мурманской области.
Чернышенко в 2000 году победил на выборах депутатов Государственной Думы России. В Госдуме входил в состав Счётной комиссии, Комитета по проблемам Севера и Дальнего Востока. Являлся членом фракции «Единая Россия». Подтверждал полномочия в 2003 и 2007 годах.
В декабре 2011 года Игоря Константиновича избрали депутатом Мурманской областной Думы. В региональном парламенте занимал пост заместителя Председателя, входил в состав комитета по экологии и охране окружающей среды, комитета по труду и социальной политике, комитета по вопросам безопасности, военно-промышленного комплекса, делам военнослужащих и закрытых административно-территориальных образований.
Правительством Мурманской области Игорь Чернышенко делегирован в Совет Федерации. Наделён полномочиями с 6 июня 2013 года. Входит в Комитет СФ по федеративному устройству, региональной политике, местному самоуправлению и делам Севера.
Мастер спорта по спортивной гимнастике.

## Семья
Женат. Воспитал двоих детей.

## Награды
- Медаль ордена «За заслуги перед Отечеством» II степени (20 октября 2005 года) — за активное участие в законотворческой деятельности и многолетнюю добросовестную работу[5]
- Почётная грамота Правительства Российской Федерации (14 ноября 2011 года) — за многолетнюю плодотворную законотворческую деятельность[6]
- Благодарность Правительства Российской Федерации (31 декабря 2016 года) — за активное участие в законопроектной деятельности и развитии парламентаризма[7]